# 고조기
고조기(高兆基: ? ~ 1157년 3월 15일(음력 2월 3일))는 고려의 문신이다. 본관은 제주이며, 우복야(右僕射) 고유(高維)의 아들이다. 초명은 고당유(高唐愈), 호는 계림(鷄林)이다. 의종 때 중서시랑평장사(中書侍郎平章事)에 이르렀다. 시호는 문경(文敬)이다.

## 생애
1107년(예종 2년) 과거에 급제하여 남주(南州)의 수령으로 나가 청렴하게 봉직했다. 인종 때 시어사(侍御史)로서 봉우(奉佑)에 대해 논박하다가 공부원외랑(工部員外郞)으로 좌천되었다. 뒤에 다시 대관(臺官)이 되어 이자겸 일당을 배척할 것을 상소하였다가 예부낭중(禮部郞中)으로 물러났다.
1147년(고려 의종 1년) 수사공상주국(守司空上柱國)을 거쳐 1148년 정당문학판호부사(政堂文學判戶部事)가 되어 지공거(知貢擧)로서 류정견(柳廷堅) 등 25인의 급제자를 선발하였고, 권판병부사(權判兵部事)·참지정사판병부사(參知政事判兵部事)로 임명되었다.
1149년 중서시랑평장사(中書侍郎平章事)로 승진하여 김존중(金存中)에 영합하다가 탄핵을 받아서 상서좌복야(尙書左僕射)로 좌천되었다가 다시 김존중에 의해 평장사로 복귀했다.
1150년 판병부사(判兵部事), 1151년 중군병마판사 겸 서북면병마판사(中軍兵馬判事兼西北面兵馬判事)를 역임하였다. 1157년 졸하자 문경(文敬)이란 시호가 내려졌다.

## 평가
성품이 강개하고, 경서와 사서를 섭렵했으며, 오언시(五言詩)에 뛰어났다고 《고려사》 열전에 기록되어 있다.